# Volkswagen Bora
Volkswagen Bora är en bilmodell från Volkswagen. Den lanserades senhösten 1998 i Tyskland och var en efterföljare till Volkswagen Vento. Ny efterföljare årsmodell från och med hösten 2005 Volkswagen Jetta, namnet har varit i bruk tidigare och på bilar i USA. Bora försvinner 2006 i och med produktionsstarten av VW Jetta. 
En kombiform av Volkswagen Bora, Volkswagen Bora Variant, lanserades 1999.

## Volkswagen Bora
Bora är en bilmodell med ett konventionellt bakparti, från fronten till framför bakhjulet är bilen typlik med Volkswagen Golf. Bilen levereras i tre olika utrustningsnivåer. Trendline, Comfortline och Highline.
Bilmodellen har fått sitt namn från en kraftfull vind som blåser över Adriatiska havet.
Tidigare "vindbilar" från VW är Passat, Jetta, Scirocco och Vento.
- 4 Dörrar
  - Typnummer 1J2
  - Årsmodeller 1999-2005

### Motoralternativ
| Modell    | Årsmodell | Motor                   | Cylindervolym | Effekt | Vridmoment | Bränslesystem             |
| --------- | --------- | ----------------------- | ------------- | ------ | ---------- | ------------------------- |
| 1.4*      | 1999-2005 | 4-cyl radmotor DOHC 16V | 1390 cm³      | 75 hk  | 126 Nm     | Bränsleinsprutning        |
| 1.6       | 1999-2000 | 4-cyl radmotor SOHC 8V  | 1595 cm³      | 100 hk | 145 Nm     | Bränsleinsprutning        |
| 1.6 (man) | 2001-2005 | 4-cyl radmotor DOHC 16V | 1598 cm³      | 105 hk | 148 Nm     | Bränsleinsprutning        |
| 1.6 (aut) | 2001-2005 | 4-cyl radmotor SOHC 8V  | 1595 cm³      | 102 hk | 148 Nm     | Bränsleinsprutning        |
| 1.6 FSI*  | 2002-2005 | 4-cyl radmotor DOHC 16V | 1598 cm³      | 110 hk | 155 Nm     | Direktinsprutning         |
| 1.8 T*    | 2001-2005 | 4-cyl radmotor DOHC 20V | 1781 cm³      | 150 hk | 210 Nm     | Bränsleinsprutning, turbo |
| 1.8 T*    | 2003-2005 | 4-cyl radmotor DOHC 20V | 1781 cm³      | 180 hk | 235 Nm     | Bränsleinsprutning, turbo |
| 2.0*      | 1999-2005 | 4-cyl radmotor SOHC 8V  | 1984 cm³      | 115 hk | 170-172 Nm | Bränsleinsprutning        |
| 2.3 VR5   | 1999-2000 | V5-motor SOHC 10V       | 2324 cm³      | 150 hk | 205 Nm     | Bränsleinsprutning        |
| 2.3 V5*   | 2001-2003 | V5-motor DOHC 20V       | 2324 cm³      | 170 hk | 225 Nm     | Bränsleinsprutning        |
| 2.8 V6    | 2000-2003 | V6-motor DOHC 24V       | 2792 cm³      | 204 hk | 270 Nm     | Bränsleinsprutning        |
| 1.9 SDI*  | 1999-2005 | 4-cyl radmotor SOHC 8V  | 1896 cm³      | 68 hk  | 133 Nm     | Dieselmotor               |
| 1.9 TDI*  | 1999-2001 | 4-cyl radmotor SOHC 8V  | 1896 cm³      | 90 hk  | 210 Nm     | Turbodiesel               |
| 1.9 TDI*  | 2001-2005 | 4-cyl radmotor SOHC 8V  | 1896 cm³      | 100 hk | 240 Nm     | Turbodiesel               |
| 1.9 TDI   | 1999-2001 | 4-cyl radmotor SOHC 8V  | 1896 cm³      | 110 hk | 235 Nm     | Turbodiesel               |
| 1.9 TDI*  | 1999-2001 | 4-cyl radmotor SOHC 8V  | 1896 cm³      | 115 hk | 285-310 Nm | Turbodiesel               |
| 1.9 TDI   | 2002-2005 | 4-cyl radmotor SOHC 8V  | 1896 cm³      | 130 hk | 310 Nm     | Turbodiesel               |
| 1.9 TDI*  | 2001-2005 | 4-cyl radmotor SOHC 8V  | 1896 cm³      | 150 hk | 320 Nm     | Turbodiesel               |

* Ej Sverige

## Volkswagen Bora Variant
Volkswagen Bora Variant är kombiformen av Volkswagen Bora, och lanserades 1999. Det är i praktiken samma bil som Golf Variant och såldes aldrig i Europa. 
- Typnummer 1J6
- Årsmodeller 2000-2004

Bora Variant togs ej in i Sverige av Volkswagen Sverige AB, ej heller av HA Møller AS i Norge eller Skandinavisk Motor Co. A/S i Danmark.
Tillverkningen ladas ned 2004, och efterträdaren Volkswagen Jetta Variant lanserades 2007.

### Motoralternativ
| Modell    | Årsmodell | Motor                   | Cylindervolym | Effekt | Vridmoment  | Bränslesystem             |
| --------- | --------- | ----------------------- | ------------- | ------ | ----------- | ------------------------- |
| 1.6       | 2000      | 4-cyl radmotor SOHC 8V  | 1595 cm³      | 100 hk | 145 Nm      | Bränsleinsprutning        |
| 1.6 (man) | 2001-2004 | 4-cyl radmotor DOHC 16V | 1598 cm³      | 105 hk | 148 Nm      | Bränsleinsprutning        |
| 1.6 (aut) | 2001-2004 | 4-cyl radmotor SOHC 8V  | 1595 cm³      | 102 hk | 148 Nm      | Bränsleinsprutning        |
| 1.6 FSI   | 2002-2004 | 4-cyl radmotor DOHC 16V | 1598 cm³      | 110 hk | 155 Nm      | Direktinsprutning         |
| 1.8 T     | 2001-2004 | 4-cyl radmotor DOHC 20V | 1781 cm³      | 150 hk | 210 Nm      | Bränsleinsprutning, turbo |
| 1.8 T     | 2002-2004 | 4-cyl radmotor DOHC 20V | 1781 cm³      | 180 hk | 235 Nm      | Bränsleinsprutning, turbo |
| 2.0       | 2000-2001 | 4-cyl radmotor SOHC 8V  | 1984 cm³      | 115 hk | 170 Nm      | Bränsleinsprutning        |
| 2.0       | 2002-2004 | 4-cyl radmotor SOHC 8V  | 1984 cm³      | 115 hk | 172 Nm      | Bränsleinsprutning        |
| 2.3 VR5   | 2000      | 5-cyl VR-motor SOHC 10V | 2324 cm³      | 150 hk | 205 Nm      | Bränsleinsprutning        |
| 2.3 V5    | 2001-2003 | 5-cyl VR-motor DOHC 20V | 2324 cm³      | 170 hk | 225 Nm      | Bränsleinsprutning        |
| 2.8 V6    | 2000-2003 | 6-cyl VR-motor DOHC 24V | 2792 cm³      | 204 hk | 270 Nm      | Bränsleinsprutning        |
| 1.9 TDI   | 2001-2004 | 4-cyl radmotor SOHC 8V  | 1896 cm³      | 100 hk | 240 Nm      | Turbodiesel               |
| 1.9 TDI   | 2000-2002 | 4-cyl radmotor SOHC 8V  | 1896 cm³      | 110 hk | 235 Nm      | Turbodiesel               |
| 1.9 TDI   | 2000-2001 | 4-cyl radmotor SOHC 8V  | 1896 cm³      | 115 hk | 285*/310 Nm | Turbodiesel               |
| 1.9 TDI   | 2002-2004 | 4-cyl radmotor SOHC 8V  | 1896 cm³      | 130 hk | 310 Nm      | Turbodiesel               |
| 1.9 TDI   | 2002-2004 | 4-cyl radmotor SOHC 8V  | 1896 cm³      | 150 hk | 320 Nm      | Turbodiesel               |

- Med 5-växlad manuell växellåda.